# Microtome trigonata
Microtome trigonata är en fjärilsart som beskrevs av W. Warren 1899. Microtome trigonata ingår i släktet Microtome och familjen mätare. Inga underarter finns listade i Catalogue of Life.